# Susanna Antequera Medina
Susanna Antequera Medina (Weinheim, 1971) es abogada española especializada en derecho de familia y Penal Familiar. Es fundadora de Antequera de Jáuregui Abogados de Familia, con despachos en Barcelona y Madrid. Es también profesora colaboradora de la Universidad Abierta de Cataluña (UOC) e ISDE Law School Madrid y Barcelona, miembro de diversas asociaciones nacionales e internacionales, como  la Asociación Española de Abogados de Familia (AEAFA), la Asociación Madrileña de Abogados de Familia y la Infancia (AMAFI) y la Asociación Internacional de Juristas de Familia (AIJUDEFA) así como la Unión Internacional de Abogados (UIA).
Entre otros reconocimientos y méritos, en el  2016 fue acreditada de las cincuenta primeras con perfil directivo catalogándola como Consejera por el Observatorio de la Mujer, Economía y Empresa perteneciente a la Cámara de Comercio de Barcelona, en el 2020 fue nominada al Premio Excelencia Práctica Jurídica y en el 2022, fue nominada y finalista para el Top 100 de Mujeres Líderes España 2022.
En noviembre del 2022, fue elegida como la única abogada ponente española en el IX Congreso Mundial de los Derechos de la Infancia y la Adolescencia celebrado en la ciudad de Córdoba (Argentina).

## Infancia y educación
Susanna Antequera nació en Weinheim (Alemania) pero creció y estudió desde los siete años en Granollers (Cataluña), formándose en el Colegio privado Cervetó. Se graduó en Derecho por la Universidad Abierta de Cataluña, donde obtuvo el Suplemento de Mención Europea logrando Matrículas de Honor en Técnicas de Expresión, Negociación y Argumentación así como en Justicia y Derechos Individuales. Además completó su intensa formación especializándose en Derecho de Familia, entre ellos con un Máster en Mediación Civil, Familiar y Mercantil por la Universidad Rey Juan Carlos de Madrid, Máster en Derecho Internacional de Familia y Sucesiones por la Universidad Carlos III de Madrid, obteniendo a la vez  el Executive MBA por la EAE Business School de Barcelona.

## Carrera
Empezó trabajando como Oficial Habilitada en el sector de la Procuraduría de los Tribunales para posteriormente adentrarse en el mundo de la abogacía en reconocidos despachos de abogados de Barcelona. En el 2016 creó su propia firma Antequera de Jáuregui Abogados, especializada en Derecho de Familia y Penal Familiar logrando en tiempo récord posicionar su despacho entre los diez más reconocidos de España.
Especializada en casos complejos familiares, también es reconocida por representar a  perfiles públicos y reconocidos del panorama español logrando acuerdos para evitar, sobre todo,  los impactos mediáticos que pudieran generar los casos. Siempre sensibilizada por los menores y solidaria con ellos, ha logrado grandes acuerdos para proteger sobre todo, el bienestar de los hijos afectados en los  procedimientos de ruptura familiar. En este sentido, también se la reconoce por ser impecable en los juicios. En el 2019, Antequera fue motivo de noticia haciéndose eco en todos los medios de comunicación, prensa y TV por lograr la primera sentencia en primera instancia que condenaba a un hombre a indemnizar a su exmujer por ocultar el fallecimiento del hijo en común.
Susanna Antequera, muy activa en Derecho de Familia,  también cofundó con otros reconocidos profesionales  la Plataforma Derecho y Familia en 2019, una plataforma multidisciplinar que involucra a diferentes profesionales que intervienen en los procedimientos familiares, promoviendo la justicia familiar especializada y ágil para aliviar los efectos adversos de las crisis familiares.
En 2020, fue nominada para el Premio a la Excelencia en Práctica Jurídica por la prestigiosa revista Economist&Jurist.   
Sensibilizada por los menores, lanzó una iniciativa solidaria para premiar la valentía de los niños confinados durante la pandemia, haciéndose eco en prensa.
En el 2021, Antequera fue elegida para incorporarse al Comité Asesor de Expertos del Colegio Profesional de Criminología de la Comunidad de Madrid (CPCM).
Ha sido entrevistada y ha intervenido en numerosas ocasiones como experta en Derecho de Familia para numerosa prensa nacional e internacional así como en radio y TV.
En el 2018, su biografía y trayectoria fue reflejada en la obra “Biografias Relevantes de nuestra emprendedoras” en Cataluña, por su perfil de liderazgo y empoderamiento femenino. 
En 2022, fue elegida como única abogada ponente española en el Congreso Mundial por los Derechos de la Infancia y la Adolescencia celebrado en Córdoba (Argentina).
Susanna Antequera fue seleccionada como candidata a las Top100 Mujeres Líderes Españolas 2022 siendo finalista en la categoría de Líderes y Profesionales Independientes.